# Alphonse della Faille de Leverghem
Alphonse Joseph Marie della Faille de Leverghem (Antwerpen, 31 juli 1809 – aldaar, 2 april 1879) was een Belgisch politicus.

## Biografie

### Familie
Alphonse della Faille de Leverghem was een lid van de Zuid-Nederlandse adellijke familie Della Faille. Hij was een zoon van Charles della Faille de Leverghem (1784-1849) en diens tweede vrouw Reine van de Werve (1789-1864). Twee van zijn zussen werden karmelietes, twee stierven jong en twee trouwden met een lid van de familie Geelhand.
Hij trouwde in 1833 met Clementine van Havre (1812-1877), dochter van kunstliefhebber baron Jean van Havre en Isabelle Stier. Via zijn kinderloze schoonzuster Louisa van Havre verkreeg hij kasteel Lakbors met 15 hectare gronden te Deurne. Ze kregen zeven kinderen.
- Charles della Faille de Leverghem (1842-1902), trouwde in 1865 in Antwerpen met Pauline Geelhand (1844-1927), dochter van Émile Geelhand, gemeenteraadslid van Antwerpen en gedeputeerde van Antwerpen. Ze kregen een zoon en twee dochters, waaronder graaf Georges della Faille de Leverghem, diplomaat, met afstammelingen tot heden. De familietak doofde in 1960 uit.
- Valérie della Faille de Leverghem (1847-1912), trouwde in 1869 in Brasschaat met baron Edmond de Turck de Kersbeek (1841-1884). Ze kregen een zoon en een dochter, met afstammelingen tot heden.
- Alexandre della Faille de Leverghem (1845-1907), trouwde in 1869 in Antwerpen met Marie Mols (1846-1911), dochter van Gustave Mols, advocaat. Ze kregen vijf zoons en vier dochters, met afstammelingen tot heden.
- Jean della Faille de Leverghem (1851-1929), trouwde in 1879 in Parijs met Louise Foucher de Careil (1856-1881), dochter van Louis-Alexandre Foucher de Careil, Frans lid van de departementale raad van Calvados en Seine-et-Marne, prefect van Côtes-d'Armor en Seine-et-Marne, senator en ambassadeur. Het huwelijk bleef kinderloos. Hij hertrouwde in 1882 in Parijs met Edmée Martineau des Chesnez (1856-1945), dochter van Gaston Martineau des Chesnez, Frans auditeur bij de Raad van State. Ze kregen een zoon en twee dochters, met afstammelingen tot heden. De familietak doofde in 1972 uit.
- Jeanne della Faille de Leverghem (1855-1929), trouwde in 1874 in Heist-op-den-Berg met Henry de Witte (1851-1919), zoon van baron Jean de Witte, archeoloog en numismaat. Ze kregen vier zoons en een dochter, met afstammelingen tot heden.

### Loopbaan
In 1836, wanneer Booischot onafhankelijk werd van Heist-op-den-Berg, werd hij de eerste burgemeester van deze gemeente. Hij legde hiervoor de eed af op 18 november 1836. In 1839 werd hij lid van de deputatie van de provincie Antwerpen en nam ontslag als burgemeester. Hij werd in deze functie opgevolgd door J.F. Lambrechts. Hij werd ook nog verkozen tot lid van de Kamer van volksvertegenwoordigers.
In 2002, tijdens de viering van het 150-jarig bestaan van de parochie Maria-ter-Heide, werd een standbeeld van Della Faille de Leverghem onthuld. In brons gegoten, staat het op het Zegeplein te Maria-ter-Heide.